# Sikfors (Hällefors kommun)
 For alternative betydninger, se Sikfors. (Se også artikler, som begynder med Sikfors)
Sikfors er en by i Hällefors kommun i Örebro län (Västmanland) i Sverige nogle kilometer nordøst for Hällefors. Frem til 2015 blev den af SCB betragtet som en småort, hvilket blev ophævet da byen ikke længere opfylder SCB's krav til småorter.
Sikfors ligger mellem søerne Norr- og Sör-Älgen, og gennem byområdet løber en å, Sikforsån. Byen ligger i en dal mellem to høje og Riksväg 63's forløb tværs igennem bebyggelsen er årsag til mange fartoverskridelser efter de stejle nedkørselsbakker på begge sider af byen.[kilde mangler] Også Bergslagsbanan løber gennem byen.

## Historie
Området omkring den nuværende by fik ingen fast bosættelse før omkring år 1600. Ved vandløbet mellem søerne Norr-Älgen og Sör-Älgen blev der af finner i 1630'erne anlagt en hytte. I 1646 blev der ligeledes givet tilladelse til at opføre en hammer. I 1660'erne solgte bjergfolkene en stor del af fabrikken til bjergmesteren Otto Lybecker, som i 1672 solgte hele Sikfors hammare og 11/18 af hytten, hvor bjergfolket endnu ejede andele, til assessoren Henrik Jakob Hildebrand. Det forblev i hans slægt frem til 1809, hvor det gennem arv og testamente overgik til slægten Bonde. Carl C:son Bonde solgte efter nogle år Sikfors til kammerherren Wilhelm Virgin, som i 1829 solgte det til kaptajn Axel Uggla, som blandt andet byggede den nuværende fabriksherregård omkring år 1849.
Efter Axel Ugglas død var fabrikken ejet af et dødsbo, som i 1872 oprettede Sikfors Bruks AB. Disponenten blev sønnen Carl Johan Reinhold Uggla, og efter hans død blev hele firmaet i 1895 solgt til Hellefors Bruks AB. Sikfors Bruks AB omfattede da en jernfabrik med miner, samt skove, jordbrug og melkværn. Fabrikken udviklede sig og ekspanderede kraftigt, og bestod i 1914 af en hytte med udskillelses- og briketteringsværk, kværn, sav og eget kraftværk. Til fabrikken hørte også miner i Sirsjöberg, hvorfra der gik en svævebane til Sikfors. Hele bolaget var takseret til 377.000 SEK. I 1916 blev Sikfors Bruks AB overtaget helt af Hellefors Bruks AB, som året forinden var blevet et datterselskab af Wargöns AB.
Efter at minen i Sirsjöberg blev nedlagt i 1949, blev der indkøbt jernmalm fra bl.a. Persbergs miner for at forsyne industrianlæggene i Sikfors som fortsatte i drift i yderligere et par år. I 1953 blev hytten og sintreværket nedlagt. Udskillelsesværket blev nedlagt i 1959, og størstedelen af industrianlæggene ved Sikfors bruk blev revet ned i løbet af 1961 og 1964.
Siden fabrikkens nedlæggelse er indbyggerantallet i Sikfors faldet, og både butikken og Folkets hus er forsvundet.

## Byområdet
Over en kort strækning gennem byen passeres Sikfors rideskole samt Sikfors herregård, som drives som konferencecenter med restaurant, og tæt på ligger Sör-Älgens camping med friluftsbad.